# Brasidas
Brasidas foi um oficial romano do século IV, ativo durante o reinado conjunto dos imperadores Valentiniano I (r. 364–375) e Valente I (r. 364–378). Nativo de Cirro, na Síria, aparece em 1 de fevereiro de 366, quando levou à Alexandria a carta de Valente ordenando a restauração do arcebispo alexandrino Atanásio I. Nesse momento era um notário imperial. Mais adiante tornou-se um influente cortesão em Constantinopla, vindo a receber inúmeras cartas do sofista Libânio, e por 393 era um dos associados do cônsul Rufino.